# Colom del Congo
El colom del Congo  (Columba unicincta) és una espècie de colom que habita la selva humida d'Àfrica central i Occidental, a Guinea, Sierra Leone, Libèria, Costa d'Ivori, Ghana, Camerun, Guinea Equatorial, el Gabon, República del Congo, sud-oest de la República Centreafricana, nord, sud i est de la República Democràtica del Congo, Ruanda, Uganda, Tanzània, nord-oest de Zàmbia i nord d'Angola.